# Ship Submersible
Ship Submersible (SS również SSK) – w systematyce NATO okręt podwodny o napędzie spalinowo-elektrycznym, służący do zwalczania statków i okrętów przeciwnika. Używany jest w tym znaczeniu akronim „SSK” (Conventional Attack Submarine), na określenie okrętu konstrukcyjnie wyspecjalizowanego do zwalczania jednostek podwodnych przeciwnika.